# Suite bufa
La Suite bufa (1966) és una composició artística insòlita i considerada transgressora, a mig camí entre l'obra teatral i el concert musical que fou presentada per primera vegada el novembre de 1966, al Festival Sigma de Bordeus. Es tracta d'una obra concebuda pel compositor Josep Maria Mestres Quadreny i el poeta Joan Brossa per ser interpretada per Carles Santos al piano, la cantant i actriu Anna Ricci i la ballarina Terri Mestres. Als autors els agradava definir-la com una «acció musical» en la qual es combinava òpera, mim, ballet i comèdia.
D'aleshores ençà la Suite bufa s'ha representat en diverses ocasions; algunes de les més destacades són la que va tenir lloc a la Ricarda aquell mateix any, la versió de l'Agrupació Ensemble MW2 de Cracòvia el 1973, la de Mireia Chalamanch i Albert Mestres (Sata-Suite-Bufa-Na) el 2002, o la més recent de Víctor Álvaro el 2005. El 8 de març de 2014 es presentà al MACBA una versió dirigida per Albert Mestres amb Salvador Monzó al piano, Ingrid Ustrell com a Cantactriu, Eulàlia Bergadà Serra de Ballarina, i Lipi Hernández com a Coreògrafa, amb una escenografia de José Menchero i vestuari de Raquel Bonillo. Els tramoiestes van ser Jordi Pota, Jordi Font i Ferran Echegaray.